# Brahmani
Der Brahmani ist ein Fluss im Osten von Indien im Bundesstaat Odisha, der in den Golf von Bengalen mündet.
Der Brahmani führt nicht ganzjährig Wasser.
Er entsteht bei Rourkela am Zusammenfluss seiner beiden Quellflüsse Koel (links) und Sankh (rechts). Anschließend fließt er in südlicher Richtung durch die Ostghats. Dabei wird er von der Rengali-Talsperre aufgestaut. Oberhalb der Stadt Talcher liegt die Samal-Staustufe am Brahmani. Auf beiden Seiten zweigt jeweils ein Bewässerungskanal ab. Der Fluss passiert die Stadt Talcher und wendet sich später nach Osten. Die Mahanadi verläuft südlich vom Unterlauf des Brahmani. Im Tiefland spaltet sich der Brahmani in mehrere Flussarme auf (darunter der 85 km lange nördliche Flussarm Kharsua), die sich zum Teil wieder vereinigen. Am südlichsten Flussarm liegt die Stadt Pattamundai. Der Baitarani trifft 20 km oberhalb der Mündung auf den nördlichsten Flussarm des Brahmani.
Der Brahmani hat eine Länge von etwa 450 km. Er entwässert ein Areal von 39.116 km², wobei das Einzugsgebiet des Baitarani nicht eingerechnet ist. Davon liegen 22.516 km² in Odisha, 15.700 km² in Jharkhand und etwa 900 km² in Chhattisgarh. Wichtige Nebenflüsse sind: Gohira, Tikera, Samakoi und Ramiala.